# Selección de fútbol para persona con parálisis cerebral del Reino Unido
La selección de fútbol para persona con parálisis cerebral del Reino Unido es el equipo nacional de fútbol de Gran Bretaña que representa al equipo en las competiciones internacionales, pero principalmente en los Juegos Paralímpicos. Compiten en los Juegos Paralímpicos de Verano de 1984, 1992, 2008 y 2012. Su mejor actuación fue en 1984 cuando ganaron la medalla de bronce.

## Jugadores
| Nombre                    | N.º   | Clas.     | Pos.           | Años activos | Ref.        |
| ------------------------- | ----- | --------- | -------------- | ------------ | ----------- |
| Michael Barker            | 7     | FT7 , FT8 | Delantero      | 2010, 2012   | [ 1 ] [ 2 ] |
| Josh Beacham              | 3, 12 | FT7       | Defensa        | 2010, 2012   | [ 1 ] [ 2 ] |
| Dean Cartwright           | 9     | FT6       |                | 2010         | [ 2 ]       |
| Craig Connell             | 1     | FT7       | Portero        | 2012         | [ 1 ]       |
| Ibrahima Diallo           | 11    | FT8       | Centrocampista | 2012         | [ 1 ]       |
| Matt Dimbylow             | 4     | FT8       | Defensa        | 2010, 2012   | [ 1 ] [ 2 ] |
| Matt Ellis                | 6     | FT7       |                | 2010         | [ 2 ]       |
| Richard Fox               | 11    | FT7       |                | 2010         | [ 2 ]       |
| Blair Glynn               | 2     | FT7       | Defensa        | 2012         | [ 1 ]       |
| George Fletcher           | 9     | FT5       | Defensa        | 2012         | [ 1 ]       |
| Alistair-Patrick Heselton | 6     | FT8       | /              | 2012         | [ 1 ]       |
| Graham Leclerc            | 10    | FT7       |                | 2010         | [ 2 ]       |
| Jonathan Paterson         | 10    | FT7       | Centrocampista | 2012         | [ 1 ]       |
| Jordan Raynes             | 1     | FT5       |                | 2010         | [ 2 ]       |
| James Richmond            | 5     | FT7       | Centrocampista | 2012         | [ 1 ]       |
| Martin Sinclair           | 8     | FT7       | Centrocampista | 2010, 2012   | [ 1 ] [ 2 ] |
| Billy Thompson            | 13    | FT5       | Portero        | 2012         | [ 1 ]       |
| Karl Townhend             | 5, 13 | FT7       |                | 2010         | [ 2 ]       |
| Sam Whately               | 2     | FT7       |                | 2010         | [ 2 ]       |
| Michael Wilson            | 3     | FT7       |                | 2010         | [ 2 ]       |

## Entrenador
En 2011 y 2012, Lyndon Lynch dirigió al equipo.

## Resultados

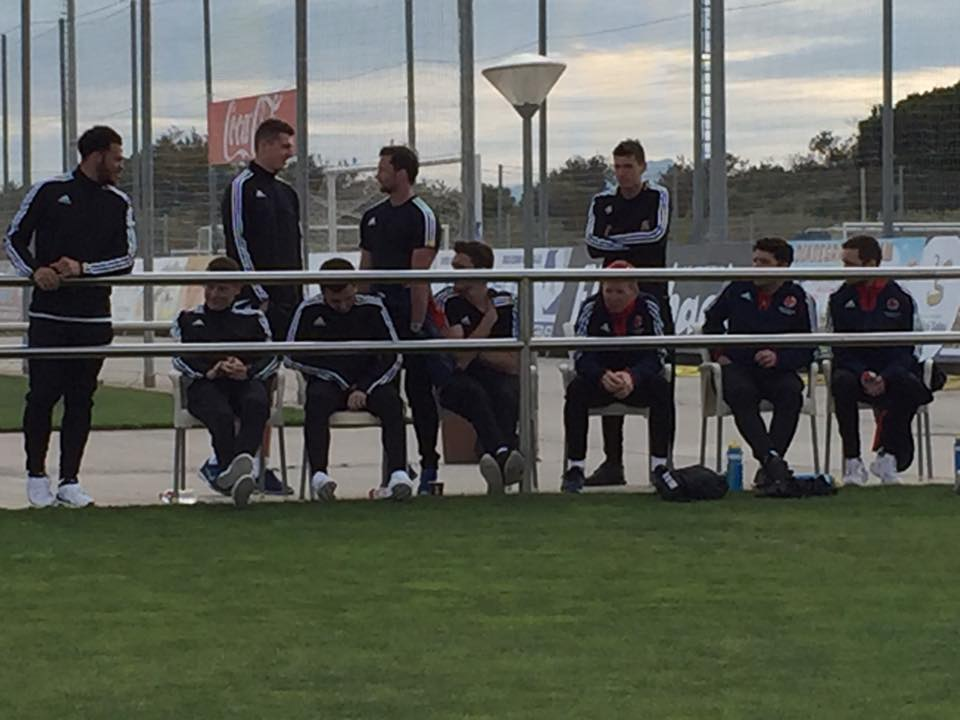
Los jugadores británicos ven un partido en el torneo de Salou 2016.

Gran Bretaña ha participado en varios torneos internacionales. En la Copa del Mundo Paralímpica BT en Manchester en mayo de 2012, Gran Bretaña se enfrentó a Brasil en la final después de derrotar a Irlanda por 7-3 en la semifinal. Gran Bretaña terminó tercero en el Torneo Pre-Paralímpico 2016 en Salou, España, luego de perder ante Holanda 3 - 2 en el juego por la medalla de bronce.
| Competencia                                        | Lugar                  | Año  | Equipos totales | Resultado | Ref.   |
| -------------------------------------------------- | ---------------------- | ---- | --------------- | --------- | ------ |
| Torneo Preparalímpico                              | Salou, España          | 2016 |                 | 4         | [ 6 ]  |
| Copa del Mundo Paralímpica Británica               | Nottingham, Inglaterra | 2012 | 12              |           | [ 7 ]  |
| Copa del Mundo Paralímpica 2012                    | Londres, Inglaterra    | 2012 | 4               |           | [ 8 ]  |
| Torneo Internacional de Forvard                    | Sochi, Rusia           | 2012 | 5               |           | [ 9 ]  |
| Copa del Mundo Paralímpica Británica de Nottingham | Nottingham, Inglaterra | 2010 | 4               | 3         | [ 10 ] |

### Juegos Paralímpicos
Gran Bretaña ha participado en el fútbol 7 en los Juegos Paralímpicos.

#### Juegos Paralímpicos de 2016
Gran Bretaña aseguró la clasificación para Río al terminar quinto en el Campeonato Mundial de Fútbol de Parálisis Cerebral 2015.
El sorteo del torneo se llevó a cabo el 6 de mayo en el Pre-Torneo Paralímpico 2016 en Salou , España . Gran Bretaña entró en el Grupo A con Ucrania, Brasil e Irlanda. El torneo donde se llevó a cabo el sorteo contó con 7 de los 8 equipos participantes en Río. Fue el último gran evento de preparación antes de los Juegos de Río para todos los equipos participantes. Gran Bretaña terminó cuarto, después de perder 2 - 3 ante Holanda en el partido por el tercer lugar.
De cara a los Juegos de Río, Inglaterra ocupó el séptimo lugar en el mundo, mientras que Escocia ocupó el noveno lugar, Irlanda del Norte el decimotercero y Gales no estuvo clasificado. Ningún equipo de Gran Bretaña fue clasificado.  El 13 de junio de 2016, la Asociación Paralímpica Británica anunció la selección de los catorce miembros del equipo británico de fútbol 7. El equipo incluye a varios jugadores de Escocia. Estos son los jugadores clasificados FT7 Martin Hickman, Jonathan Paterson y David Porcher.